# Ковалёв, Андрей Аркадьевич
Андре́й Арка́дьевич Ковалёв (род. 7 июня 1957, Москва, Московская область, РСФСР, СССР) — российский бизнесмен, общественный деятель и музыкант. Лидер рок-группы «Пилигрим». Известен как автор и исполнитель песен, теле- и радиоведущий, музыкальный продюсер, организатор рок-фестивалей. Владелец девелоперской компании «Экоофис», проекта «Подсолнухи Art&Food» (2017—2021) и усадьбы Гребнево. Председатель Общероссийского движения предпринимателей, и сопредседатель Совета предпринимателей Москвы.

## Биография

### Ранние годы и образование
Андрей Ковалёв родился 7 июня 1957 года в Москве в семье военного и оперной певицы. Мать А. Ковалёва на протяжении 35 лет пела в Большом театре, отец — полковник Советской Армии.
Освоил скрипку и фортепиано ещё в дошкольный период. Учился в музыкальной школе по классу виолончели. По словам Андрея Аркадьевича, он в этот период занимался скрипкой, виолончелью и контрабасом по четыре часа каждый день. Окончил Московский автомобильно-дорожный институт. Позднее, увлёкшись скульптурой, поступил в Строгановское высшее художественное училище, где проучился несколько лет.

### Предпринимательская деятельность
С 1979 года занимался производством эксклюзивной мебели на заказ для частных лиц, баров и ресторанов. После принятия закона о кооперации в 1988 году организовал свою первую фирму — кооператив «Престиж» по производству мебели. За пару лет кооператив вырос в мебельное производственное объединение «Москворечье», включавшее в себя 12 предприятий, выпускавших все виды мебели, а численность работников доходила до 2000 человек. В интервью Ковалёв утверждал, что был известен в своей отрасли.
С 1996 по 1999 год возглавлял межотраслевой промышленный концерн «Моспром».
В конце 1990-х — начале 2000-х годов занялся недвижимостью. Начал создавать крупные бизнес-центры на территориях закрывающихся московских заводов, реконструируя их по собственным эскизам. В августе 2007 года купил у агрохолдинга «Агрос» «Первую макаронную компанию», которой принадлежало три убыточные макаронные фабрики — московская «Экстра М», 1-я Петербургская макаронная фабрика и фабрика в Смоленске, а также товарные знаки «Экстра М» и «Знатные». Сумма сделки составила $55 млн. Позднее компания «Экоофис» продала макаронные производства итальянской фирме De Cecco, сохранив часть земельных участков, в Москве — выделив из имущественного комплекса фабрики историческое здание конторы (особняк в стиле немецкого модерна) и получив право выкупа земельного участка после того, как De Cecco отстроит новые производственные корпуса за пределами Москвы.
В 2005 году обвинил банк «Нефтяной» в рейдерском захвате блокпакета акций компании «Авто-Престиж 1».

В 2008 году создал медиахолдинг 1Rock, в который входили рок-клуб 1Rock (нынешнее название клуба — PORT), журнал «1Рок», спутниковый телеканал, интернет-портал и радиостанцию, посвящённые рок-музыке. В 2010 году проект был закрыт.

Фото из семейного архива (с родителями и братом)

По итогам 2011 года компания Ковалёва «Экоофис» заработала на сдаче недвижимости в аренду $55 млн, заняв 23-е место в рейтинге крупнейших рантье журнала Forbes Russia. В 2013 году в интервью Forbes Ковалёв рассказал, что занимается музыкой и поэзией, а бизнес ведёт его бывшая жена Татьяна..

### Госслужба, политика и общественная деятельность
В 1994—1995 годах — заместитель министра лесной промышленности РФ. В дальнейшем работал заместителем председателя Российской государственной лесопромышленной компании «Рослеспром» и вице-президентом акционерного общества «Российские лесопромышленники».
В 1999—2000 годах — начальник управления Министерства Российской Федерации по антимонопольной политике и поддержке предпринимательства.
В 2000 году — начальник главного управления лесного фонда Министерства природных ресурсов РФ.
В 2003 году был награждён Благодарностью Правительства Российской Федерации.
В 2005—2009 годах — депутат Московской городской думы.
Получил известность как активный сторонник законопроекта по запрету использования фонограммы (соавтор московского законопроекта «О порядке информирования потребителей при использовании фонограммы»), а также борьбой с аудиопиратством. В этом начинании его поддержали известные отечественные музыканты, в том числе Александр Градский. Как депутат Мосгордумы инициировал проведение концертов в Москве на Дне города в 2006 году «Попса без фонограммы».
Выступает в защиту малого бизнеса. В октябре 2019 года назначен амбассадором штаба по защите бизнеса СВАО Москвы, задачей которого является сбор информации о проблемах, с которыми сталкиваются предприниматели в округе и выдвижение инициатив, направленных на улучшение условий ведения бизнеса и снятия административных барьеров. За активную правозащитную деятельность награждён медалью «За защиту российского бизнеса».
С начала 2019 года проводит бесплатные лекции для начинающих предпринимателей. В 2019 году открыл собственный Youtube-канал «Ассенизатор», на котором выступает с лекциями по бизнесу, берёт интервью у известных предпринимателей, а также разоблачает представителей инфобизнеса. Занимается разоблачением мошенников, преимущественно представителей инфобизнеса, а также финансовых пирамид, ставок и пр.
Ковалёв организует благотворительные концерты для воспитанников интернатов, многодетных семей, инвалидов и ветеранов войны, и сам же выступает на них. Также имеет благотворительный фонд, который помогает школам, детским садам, интернатам, больным людям. В 2008 году открыл для начинающих музыкантов несколько бесплатных репетиционных баз.
В 2021 году создал «Общероссийское движение предпринимателей», направленное на создание благоприятной бизнес-среды, защиту прав и интересов предпринимателей, стимулирование развития предпринимательской активности в России. Структуру организации образуют региональные отделения в 47 субъектах РФ.
В 2023 году после резонансной «забастовки» пунктов выдачи заказов Wildberries призвал национализировать компанию, и вошел в совет ассоциации АУРЭК.
Поддержал ввод войск и дальнейшие боевые действия ВС РФ на Украине.

### Творческая деятельность

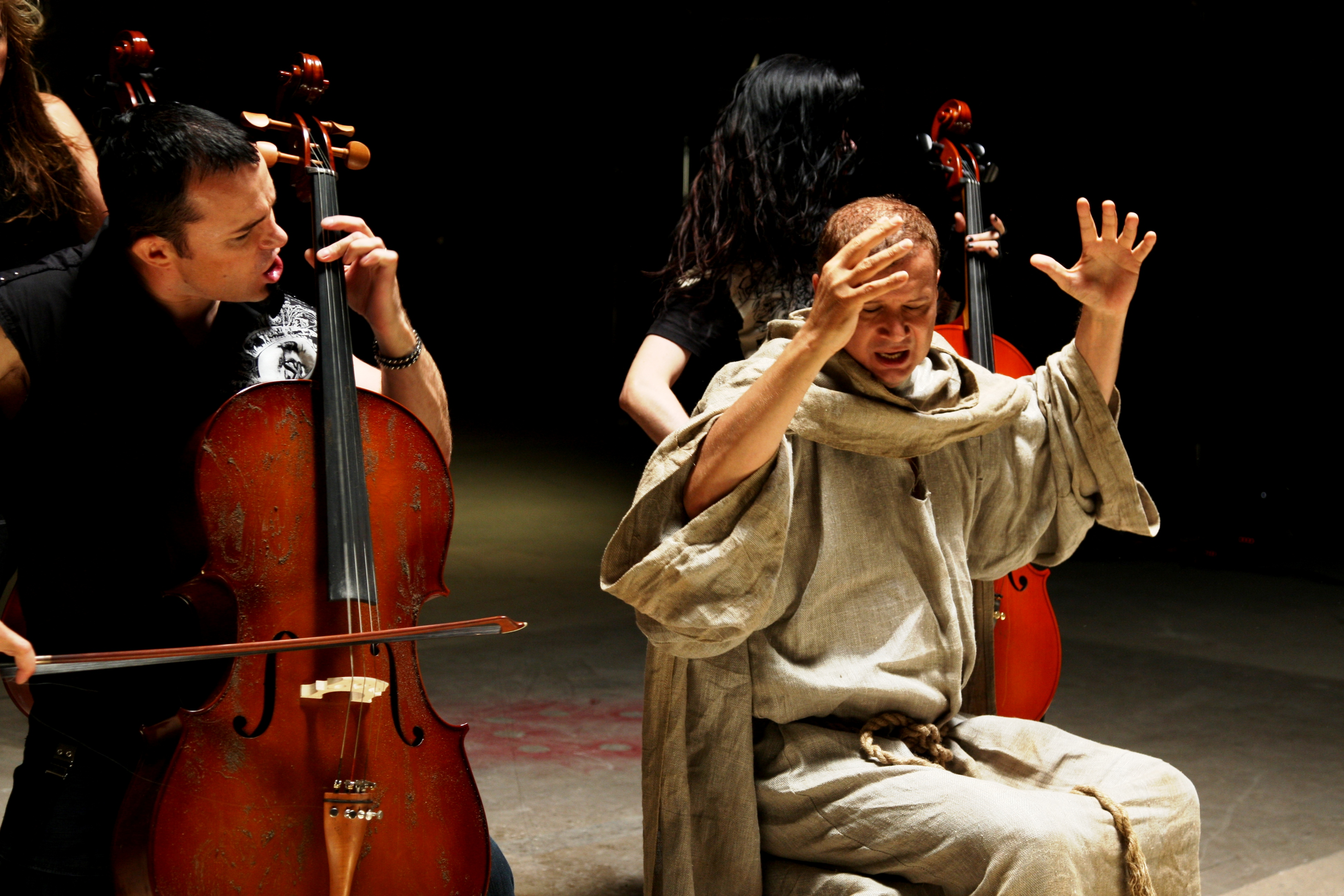
С финской командой «Апокалиптика»

В студенческие годы играл на бас-гитаре в группе «Пилигрим».
В 2004 году возобновил творческую карьеру, снова начал писать стихи и песни, выпустил несколько сольных альбомов, записал дуэты с рядом известных поп-исполнителей (Любаша, Саша project, Катя Лель и Тутси), активно транслировавшихся на российских телеканалах. Несколько песен Ковалёва исполняют поп-звёзды (Данко и Катя Лель). В 2006 году совместно с Дианой Гурцкая записал дуэт «Девять месяцев» (музыка Кима Брейтбурга, слова Ильи Резника). Песня, посвящённая молодым матерям, вошла в саундтрек одноимённого фильма.
В 2005 году Андрей Ковалёв увлёкся хэви-металом, воссоздал группу «Пилигрим», в 2007 году ансамбль выступил на рок-фестивале Basinfirefest в Чехии, в 2008 году в группу перешли, после раскола в группе «Мастер», гитарист Алексей Страйк и ударник Александр Карпухин. Группой было выпущено несколько альбомов в стиле хэви-метал.
В 2005—2008 годах проводил рок-фестивали «Слава России! Слава Москве!», «Слава России! Слава Орлу!» и «Слава России! Слава Нижнему Новгороду!». На крупнейших из них в Москве количество зрителей доходило до 40 тыс.
Организатор фестиваля для молодых групп «На взлёт!», создал и финансирует бесплатные репетиционные площадки для своих коллективов.
В 2011 году возобновил сольную карьеру и вернулся к созданию и исполнению лирических композиций.
Состав группы «Пилигрим»:
- Андрей Ковалёв — вокалист, автор песен
- Владимир Таныгин, Вячеслав Мареев — соло-гитара
- Алексей Тимофеев — бас-гитара
- Сергей Ткаченко — ударные, клавишные, скрипка, перкуссия
- Илья Олейников — клавишные

Является автором слов большей части своих песен (им написано более 600 песен в разных стилях). В 2004 году выпустил книгу стихов «Жемчуга и бархат», в 2006 году — «Неба синь». В апреле 2012 года издательство «Академия поэзии» выпустило третий сборник стихов «Тебе одной».
Ведущий ряда авторских передач на телевидении и радио: «Принцип Ковалёва» на радио «Говорит Москва», телеканале «Столица» («Формула успеха» и «В гостях у Ковалёва»), радио «Попса» («Мужчина и женщина»), Общественном российском радио («Живой звук»), радио «Комсомольская правда» («Ковалёв против»).
В 2011 году А. Ковалёв принял участие в цикле программ National Geographic «Винни Джонс: Реально о России», где Винни Джонс сыграл роль охранника бизнесмена.
В 2019 году Андрей Ковалёв принял участие в шоу «Секретный миллионер» на канале «Пятница!», в ходе которого помогал жителям Костромы.

### Личная жизнь
Разведён, дочь Юлия 1990 года рождения (от брака), сын Никита 2014 года рождения.
Андрей Ковалёв — крёстный отец дочери Кати Лель Эмилии, сына Артура Беркута Марка и сына Анны Калашниковой Даниила.

## Критика
Личность и творчество Ковалёва активно освещаются в масс-медиа, получая противоречивые отзывы от журналистов и критиков.
Виктор Шендерович выпустил несколько разгромных статей о группе «Пилигрим», где написал, что в песнях и исполнении Ковалёва отсутствует душа, а «вместо осмысленного действия — пошлый показ, рассчитанный на публику-дуру. И излишки темперамента вырываются не из тех мест». Также у журналиста крайнее недовольство вызвал ремейк песни Виктора Цоя «Перемен».
Такого же мнения о Ковалёве был Николай Фандеев. Рецензируя альбом «Неба синь», он написал, что это «тщетная попытка незадачливого певца исполнять смесь ресторанной музыки и безвкусной советской эстрады 1970-х годов прошлого века».
Соня Соколова оценивает Андрея Ковалёва и результаты его творческой работы более позитивно: «у Андрея Ковалёва всё получается весьма и весьма неплохо: с ним работают одни из лучших аранжировщиков и музыкантов, он организовывает фестивали и активно помогает молодым группам, а заодно стал совладельцем крупного информационного агентства», «если присмотреться к Ковалёву внимательнее, понимаешь: перед тобой — человек, очень искусно и с юмором сконструировавший себе public image и кропотливо работающий на него».
Много нейтральных и позитивных публикаций посвящено борьбе с выступлениями под фонограмму.

## Дискография
Дискография А. Ковалёва включает сольные альбомы, композиции, записанные в сотрудничестве с другими артистами, синглы и видеоклипы.

### Сольная
- 2004 — «Соль, текила…»
- 2005 — «Неба синь»
- 2007 — «Девять месяцев»
- 2007 — «Лёд и пламя»
- 2007 — «Мужчина и женщина»
- 2008 — «Авторская песня»
- 2008 — «Лучшие песни Андрея Ковалёва»
- 2008 — «Романсы»
- 2012 — «Моя женщина»
- 2013 — «Океан твоих глаз»
- 2013 — «Револьверы и куклы»
- 2014 — «Песни о любви»
- 2014 — «Марта»
- 2014 — «Револьверы и куклы»
- 2014 — «Только любовь может спасти»
- 2017 — «Новое» (мини-альбом)
- 2022 — «Лучшие песни, vol. 1, 2»

### С группой «Пилигрим»
- 2007 — «Слава России»
- 2008 — «Выбора нет»
- 2008 — «Концерт под дождём» (DVD)
- 2009 — «Тризи$» (сингл)
- 2010 — «7,62»
- 2010 — «Марта»
- 2015 — «Убей дракона»

### Синглы
- 2007 — «Забыл»
- 2007 — «Девять месяцев»
- 2007 — «Костёр любви»
- 2007 — «Город ангелов»
- 2012 — «А мне всё снятся твои глаза»
- 2012 — «Ты моя нежность»
- 2012 — «Дорожная»
- 2012 — «Моя женщина»
- 2012 — «Я всю жизнь буду ждать тебя»
- 2014 — «Мужчина и женщина»
- 2014 — «Поезд любви»
- 2014 — «Сиротинушка»
- 2014 — «Соль, текила»
- 2014 — «Мартовский кот»
- 2014 — «Подари мне, Господь, эту женщину»
- 2016 — «Это не сотрётся из памяти»
- 2016 — «Я так ждал»
- 2016 — «Такая женщина»
- 2016 — «Я не хочу быть с тобой»
- 2016 — «Работайте, братья» (памяти Героя России Магомеда Нурбагандова)
- 2016 — «Анжелина Джоли»
- 2018 — «Наше кино»
- 2018 — «В сердце нож»
- 2018 — «Песня о Коляне — развозчике пиццы и звезде Инстаграма Ольге Бузовой»

### Видеоклипы
- 2004 — Соль, текила и ломтик лайма
- 2004 — Новогодняя сказка
- 2005 — Весна 45-го
- 2005 — Неба синь
- 2005 — Песенка Деда Мороза (совместно с Саша Project)
- 2005 — Разбитая любовь
- 2005 — Сиротинушка (группа Пилигрим)
- 2006 — Девять месяцев (совместно с Дианой Гурцкая)
- 2006 — Пилигрим (группа Пилигрим)
- 2006 — Новогодняя история (совместно с Катей Лель)
- 2007 — На линии огня (группа Пилигрим с участием группы Мастер)
- 2007 — Мужчина и женщина
- 2007 — Слава России (группа Пилигрим)
- 2008 — Не демон, не ангел (группа Пилигрим)
- 2008 — Хищники (группа Пилигрим)
- 2008 — Маленький ангел
- 2008 — Мой нерождённый сын (группа Пилигрим)
- 2008 — Битва (группа Пилигрим)
- 2008 — Иуда (группа Пилигрим совместно с Apocalyptica)
- 2008 — Рёв моторов (группа Пилигрим с участием Памелы Андерсон)
- 2009 — Не гасите свечу (группа Пилигрим совместно с Дольфом Лундгреном)
- 2010 — Памяти Егора Летова (группа Пилигрим)
- 2010 — Клайд и Бонни (группа Пилигрим)
- 2011 — Если бы ты только могла
- 2011 — Забыл
- 2011 — Марта
- 2011 — Моя женщина
- 2011 — Я не герой
- 2012 — Богом данная мне (совместно с Олесей Судзиловской)
- 2012 — Верни мне тот пожар
- 2012 — Моя женщина
- 2012 — Кленовый лист
- 2012 — Лети (совместно с группой Пилигрим)
- 2012 — Памела
- 2012 — Снег идёт
- 2012 — Только любовь может спасти
- 2012 — Я всю жизнь буду ждать тебя
- 2013 — А мне всё снятся твои глаза (с Агатой Муциниеце)
- 2013 — Взлёт, посадка
- 2013 — Дорожная (Памяти Влада Галкина)
- 2013 — Подари мне Господь эту женщину
- 2014 — Аэропорты
- 2014 — Медленно падал снег (feat. Loc Dog)
- 2014 — Револьверы и куклы
- 2015 — Это не сотрётся из памяти
- 2015 — Новогодние города
- 2021 — Крылья
- 2022 — Я верю
- 2023 — Только Победа
- 2024 — «Сердце моё разбей»

## Санкции
На фоне вторжения России на Украину, внесён в доклад "1500 поджигателей войны" за публичную поддержку действий российской армии. Предполагается блокировка активов на территории страны, приостановка выполнения экономических и финансовых обязательств, прекращение культурных обменов и сотрудничества, лишение украинских госнаград. На тех же основаниях Ковалёв был внесён организацией ФБК в составленный ими «Список коррупционеров и разжигателей войны».